# Bolton, New York
Bolton är en kommun (town) i Warren County i delstaten New York. Vid 2010 års folkräkning hade Bolton 2 326 invånare.